# Hyposmocoma auroargentea
Hyposmocoma auroargentea là một loài bướm đêm thuộc họ Cosmopterigidae. Nó là loài đặc hữu của Maui. Khu vực sinh sống điển hình là Haleakala, nơi có độ cao từ 5000 foot hoặc cao hơn.